# Porte Monumentale
Porte Monumentale (tj. Monumentální brána), oficiálně brána č. 29, též nazývaná Porte Binet podle svého architekta byla stavba postavená jako součást světové výstavy v roce 1900 v Paříži. Po skončení výstavy byla brána zbořena.

## Poloha
Stavba byla umístěna mezi Place de la Concorde a Cours la Reine (podél pravého břehu Seiny) v 8. pařížském obvodu. Zakrývala Galerii strojů a elektrárnu a převyšovala všechny okolní budovy.

## Historie
Brána byla postavena podle plánů architekta Reného Bineta. Socha Pařížanky, umístěná na jejím vrcholu, byla dílem sochaře Paula Moreau-Vauthiera, zatímco vlys s alegorií Práce zhotovil Anatol Guillot. Vlys byl po výstavě nějakou dobu uchováván v ateliéru Émila Mullera a v roce 1963 byl jeho fragment postaven v parku Moulin ve městě Breuillet. V roce 1999 byl zařazen mezi historické památky a v roce 2024 byl restaurován.

## Architektura
Před samotnou bránou se nacházely dva vysoké umělecky ztvárněné stožáry zakončené elektrickými světly a zdobené vlajkami. Brána se skládala ze tří velkých stejných oblouků, 20 metrů od sebe vzdálených, spojených do trojúhelníku a podpírajících kupoli, která zakrývala 500 metrů čtverečních plochy. Tři oblouky byly prolamované jako krajka a prolamování bylo ozdobeno barevnými kabošony, které v noci svítily. Kopule byla pozlacená.
Hlavní oblouk s průčelím na Place de la Concorde se na svém vrcholu otevíral do širokého štítu, v jehož středu vyčnívala příď lodě z městského znaku, na níž kokrhá galský kohout. Nahoře se ve výšce 35 m tyčila 6 metrů vysoká socha, která symbolizovala město Paříž vítající hosty. Na každé straně oblouku nesly dvě exedry každá velký dekorativní klenutý pískovcový vlys o délce 9,5 m a výšce 2,16 m. Zachcoval dělníky a řemeslníky všech řemesel, kteří ukazovali svá díla na světové výstavě. Tyto vlysy spojovaly hlavní stavbu se dvěma bočními pylony vysokými 35 m, na nichž byly umístěny silné elektrické reflektory.
Barva monumentu byla krémově bílá, ale všechny jeho části jsou pokryty polychromovanou výzdobou s červenými, zlatými a černými tóny. Tuto dekoraci doplňovalo množství lamp různých tvarů a barev. Dále bylo na kupoli 12 obloukových lamp, 8 reflektorových lamp a 16 jednoduchých reflektorových lamp na pylonech.

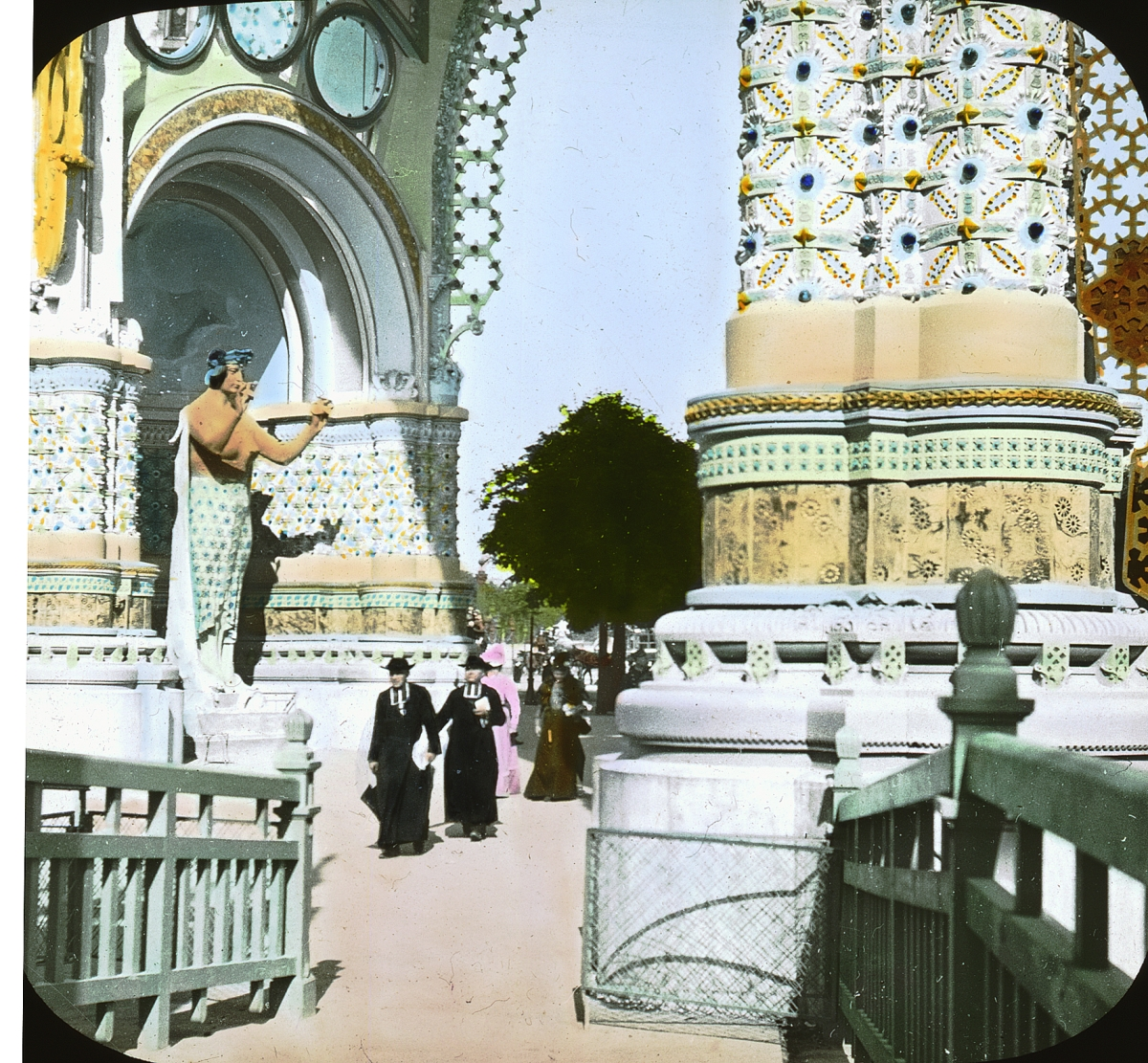
Detailní pohled na jednu z výklenkových soch pod kupolí.

V protilehlých obloucích byly dva vysoké výklenky s fontánami, nad nimiž stály mohutné sochy Elektřiny. Jedna ze soch stála na elektromagnetech, atributech její síly.